# Kars Lucas Kamp
Kars Lucas Kamp (Valparaíso (Chili), 15 december 1912 – Leusden, 20 juli 1943) was een Nederlands verzetsstrijder gedurende de Tweede Wereldoorlog.

## Biografie
Kamp werd in 1912 geboren in Valparaíso, de grootste havenstad van Chili.
Hij studeerde aan de Technische Hoogeschool van Delft, de latere TU Delft, en werd lid van de Delftsche Studenten Schaak Club Paris, een ondervereniging van het Delftsch Studenten Corps. Als voorzitter was hij in 1935 getuige van een partij die in gebouw Phoenix, de thuisbasis van zijn vereniging, gespeeld werd tussen Max Euwe en Aleksandr Aljechin als deel van het wereldkampioenschap schaken.
In mei 1941 voltooide Kamp zijn studie en was hij civiel ingenieur.  Nog in datzelfde jaar werd hij via de Delftse ingenieur Johan van Hattem betrokken bij de groep Van Hattem, een verzetsgroep die in heel Nederland inlichtingen verzamelde en deze doorzond naar de Engelse geheime dienst.
Van Hattem werd op 6 maart 1942 gearresteerd door de Sicherheitsdienst (SD), andere leden van de groep in de weken daarna. Kamp dacht de dans te ontlopen en probeerde nog "te redden wat er te redden viel". Maar in tegenstelling tot wat hij meende was hij wel degelijk bekend bij de SD en werden zijn reddingspogingen hem noodlottig. Hij werd opgepakt voor het opzetten van koerierslijnen en het naar Engeland versturen van inlichtingenrapporten. Dit gebeurde overigens ruim een maand nadat hij in het huwelijk was getreden.
Kamp werd op diverse plaatsen vastgehouden, waaronder het Oranjehotel, waar ook anderen van de groep Van Hattem zaten. Van 10 april 1942 tot op de dag van zijn dood zat hij vast in Kamp Amersfoort. Op 20 juli 1943 werd hij met anderen van zijn groep op de Leusderheide gefusilleerd.
Hij is met zijn kameraden op 21 november 1945 herbegraven op de Amersfoortse begraafplaats Rusthof te Leusden.
In 1950 werd hem bij Koninklijk besluit van 2 januari postuum het Bronzen Kruis toegekend; het werd in ontvangst genomen door zijn weduwe. Bij de toekenning werd de aandacht gevestigd op zijn moed, zijn wervingsactiviteiten en het opzetten van koerierslijnen. Tevens werd gewezen op zijn werk aan versleutelingssystemen, dat ook na zijn dood belangrijk bleek voor inlichtingenwerk.

## Archief
Kamp had een bijzondere fotocollectie, met werk van J.C.C. Witte, de vaste Corps-fotograaf, en van Bernard Gompers van het Haagse Persbureau Gompers. Deze had in 1935 de partijen vastgelegd van de match tussen Euwe en Aljechin. Ook Gompers overleefde de oorlog niet: hij overleed 26 februari 1943 in Auschwitz op 47-jarige leeftijd.
De dochter van Kamps weduwe schonk eind 2017 documenten uit zijn bezit aan het NIOD. Daaronder bevonden zich foto’s uit zijn studententijd en die van de schaakmatch.